# On First Looking into Chapman’s Homer
On First Looking into Chapman’s Homer – sonet angielskiego romantyka Johna Keatsa, napisany w 1816. Utwór jest poświęcony pośrednio greckiemu epikowi Homerowi, a bezpośrednio angielskiemu tłumaczowi Homera, George’owi Chapmanowi, który przełożył Iliadę (1598-1611) i Odyseję (1616). 

## Treść
Znajomość przekładu Chapmana Keats zawdzięczał swojemu nauczycielowi, Charlesowi Cowdenowi Clarke’owi, który go zaznajomił również w twórczością Edmunda Spensera. Keats napisał omawiany sonet o poranku i o dziesiątej rano go zaprezentował. Jakkolwiek Keats znał już wcześniej poezję Homera, w kontakcie z tekstem Chapmana pierwszy raz poczuł wielkość homeryckiej narracji. W swoim utworze Keats porównał się do hiszpańskiego konkwistadora Corteza, który dotarł do Pacyfiku. Keats pisze, że dopiero Chapman przemówił do niego loud and bold. On First Looking into Chapman’s Homer, choć napisany przez zaledwie dwudziestoletniego poetę, należy do jego najpopularniejszych utworów i zarazem do najczęściej przedrukowywanych angielskich sonetów.

## Forma
Utwór On First Looking into Chapman’s Homer jest klasycznym sonetem włoskim (petrarkowskim). Jest napisany pentametrem jambicznym i rymuje się abba abba cdc dcd. 
Much have I travell’d in the realms of gold,
And many goodly states and kingdoms seen;
Round many western islands have I been
Which bards in fealty to Apollo hold.
Oft of one wide expanse had I been told
That deep-brow’d Homer ruled as his demesne;
Yet did I never breathe its pure serene
Till I heard Chapman speak out loud and bold:
Then felt I like some watcher of the skies
When a new planet swims into his ken;
Or like stout Cortez when with eagle eyes
He star’d at the Pacific – and all his men
Look’d at each other with a wild surmise —
Silent, upon a peak in Darien.

## Przekład
Na język polski sonet Keatsa przełożył pod tytułem Na pierwsze zapoznanie się z Homerem w przekładzie Chapmana Stanisław Barańczak. Poeta zastosował trzynastozgłoskowiec i zachował charakterystyczny układ rymów.